# Leyes mordaza agropecuarias
Las leyes mordaza agropecuarias (o leyes mordaza del sector agropecuario, en inglés: ag-gag laws) son leyes antidenunciantes que se emplean en las industrias agrícola y ganadera. El término ag-gag, popularizado por Mark Bittman en una columna del diario New York Times de abril de 2011 (pero utilizado desde mucho antes por activistas), designa por lo general las leyes estatales de los Estados Unidos de América que prohíben la filmación o la fotografía encubierta de la actividad en explotaciones agrícolas sin el consentimiento de su propietario, y se dirigen en particular a los denunciantes de violaciones de los derechos de los animales en dichas instalaciones. Si bien el origien de estas leyes radica en los Estados Unidos, también han empezado a aparecer en otros lugares como Australia y Francia. Algunas de estas leyes, como la propuesta fallida en Pensilvania, tienen un alcance más amplio y podrían utilizarse para penalizar las acciones de activistas en otras industrias.
Los partidarios de las leyes mordaza agropecuarias han defendido que sirven para proteger a la industria  agrícola y ganadera de las repercusiones negativas fruto de las revelaciones de los denunciantes. La proliferación de las leyes mordaza agropecuarias ha sido criticada por varios colectivos con los argumentos de que las leyes tienen como objetivo principal censurar las violaciones de los derechos de los animales por parte de la industria agropecuaria ante el público, crear un efecto disuasorio en la divulgación de estos abusos y violar el derecho a la libertad de expresión. Varias leyes mordaza agropecuarias se han derogado en EE. UU. por considerarse como violaciones de la Primera Enmienda a la Constitución de los Estados Unidos.  

## Antecedentes
Las leyes mordaza agropecuarias surgieron a principios de los años 90 como reacción a los activistas clandestinos del movimiento Frente de Liberación Animal. En los Estados estadounidenses de Kansas, Montana y Dakota del Norte, los legisladores tipificaron como delito la toma de fotografías o la grabación de vídeo en una instalación para animales sin el consentimiento del propietario de la instalación.
En 2002, la organización conservadora American Legislative Exchange Council (ALEC) redactó la Animal and Ecological Terrorism Act («ley de terrorismo animal y ecológico»), un modelo de ley que se distribuiría a grupos de presión y legisladores estatales. Este modelo de ley proponía prohibir «entrar en una instalación para animales o en un centro de investigación para tomar fotografías, grabar con una cámara de vídeo o utilizar otros medios con la intención de cometer actividades delictivas o difamar la instalación o a su propietario». También establecía la creación de un «registro de terroristas» para los condenados en virtud de la ley.

El proyecto de defensa de los denunciantes Food Integrity Campaign (FIC), una campaña de la organización estadounidense sin ánimo de lucro Government Accountability Project («proyecto de responsabilidad gubernamental»), considera esencial la filmación encubierta de las explotaciones ganaderas que llevan a cabo los denunciantes y declara: 
«A la hora de sacar a la luz pública verdades horribles, las filmaciones e imágenes encubiertas suelen ser un medio eficaz para los denunciantes que, de otro modo, se arriesgan a sufrir represalias tras hacer declaraciones. La utilización de "canales adecuados" para denunciar los abusos suele dar lugar a que los superiores intimiden a empleados que han presentado quejas para que guarden silencio. Las declaraciones de varios patrocinadores de proyectos de ley mordaza agropecuarias dan a entender que los "verdaderos" denunciantes disponen de un medio seguro y eficaz para expresarse, cuando la historia demuestra que a menudo no es así».
Las leyes mordaza agropecuarias también han sido tachadas de inconstitucionales por juristas reconocidos como Erwin Chemerinsky, quien las critica como una violación de la Primera Enmienda por restringir formas de expresión impopulares. En agosto de 2015, un tribunal de distrito de los Estados Unidos dictaminó que una ley de este tipo aprobada por el Estado de Idaho era inconstitucional por constituir una violación de la Primera Enmienda. El juez B. Lynn Winmill declaró que «aunque el Estado [de Idaho] pueda no estar de acuerdo con el mensaje que ciertos grupos tratan de transmitir sobre las instalaciones de producción agrícola de Idaho, tales como la publicación en Internet de vídeos grabados en secreto que muestran el maltrato de animales o el llamamiento al boicot, no puede negar a esos mismos grupos una protección igualitaria ante la ley en ejercicio de su derecho a la libertad de expresión».

## Leyes

### Australia
En febrero de 2015, el senador del Estado de Australia Occidental, Chris Back, presentó al Senado australiano el proyecto de ley Criminal Code Amendment (Animal Protection) Bill («proyecto de ley de enmienda del código penal para la protección de los animales»), que añadiría una nueva sección con la que constituiría un delito el que una persona «registrara» una situación de maltrato de animales y después no entregara tal registro a las autoridades en un plazo de 5 días.

### Canadá

#### Alberta
El proyecto de ley 27, Trespass Statutes (Protecting Law-Abiding Property Owners) Amendment Act («ley de enmienda de los estatutos de entrada ilegal para la protección de los propietarios que respetan la ley»), es un proyecto de ley que tiene por objeto dar más derechos a los propietarios e imponer multas más elevadas a los intrusos. Este proyecto de ley, que tuvo su primera lectura en noviembre de 2019, hace referencia específica a «las tierras utilizadas para la producción de cultivos, la cría y el mantenimiento de animales y la cría de abejas».

#### Ontario
El 18 de junio de 2020 se aprobó la Security From Trespass and Protecting Food Safety Act de 2019 («ley de seguridad contra la entrada ilegal y de protección de la seguridad alimentaria»). Presentada en diciembre de 2019 como el proyecto de ley 156 del Partido Progresista Conservador de Ontario, la ley fue respaldada por la Federación de Agricultura de Ontario y la Unión de Cultivadores Franco-ontarianos. En febrero de 2020, un grupo de profesores de derecho de Canadá envió una carta al fiscal general de Ontario, en la que sus miembros expresaban su preocupación por que algunos aspectos de la ley infringieran la Carta Canadiense de los Derechos y las Libertades. Los impulsores del proyecto de ley citaron la necesidad de aumentar la protección contra riesgos de bioseguridad, la entrada ilegal, la interrupción de las actividades, el robo y el acoso. La ley prohíbe a personas no autorizadas entrar en una propiedad agrícola o ganadera y en las instalaciones de procesamiento de animales, además de prohibir a los manifestantes interactuar con los transportistas de ganado. Una persona declarada culpable puede percibir una multa de hasta 15.000 dólares canadienses por el primer delito y 25.000 dólares canadienses por delitos posteriores.

### Estados Unidos
Varios estados han aprobado leyes mordaza agropecuarias, muchas de las cuales se han impugnado en los tribunales.

#### Arkansas
Se está cuestionando la constitucionalidad de la ley mordaza agropecuaria de Arkansas en la actualidad.

#### Idaho
En febrero de 2014, el gobernador de Idaho, Butch Otter, promulgó el proyecto de ley mordaza agropecuaria de Idaho, Agricultural Security Act («ley de seguridad agrícola»), que impone multas y penas de cárcel a los activistas que filmen en secreto abusos en las explotaciones agropecuarias comerciales de Idaho. Esto se produjo como resultado de que la organización por los derechos de los animales Mercy for Animals divulgara un vídeo sobre el abuso de animales a manos de trabajadores de las granjas lecheras de la empresa Bettencourt Dairies.
El 3 de agosto de 2015, la Agricultural Security Act fue declarada inconstitucional por el Tribunal de Distrito de los Estados Unidos para el Distrito de Idaho como una violación de la Primera Enmienda. Esta decisión se apeló ante el Noveno Distrito Judicial y, a principios de 2018, partes de la ley de Idaho se anularon por considerar que violaban la Primera Enmienda.

#### Iowa
El 9 de enero de 2019, la ley mordaza agropecuaria de Iowa fue declarada inconstitucional por el Tribunal de Distrito de los Estados Unidos para el Distrito Sur de Iowa.

#### Kansas
La constitucionalidad de la ley mordaza agropecuaria de Kansas está siendo cuestionada en la actualidad.

#### Carolina del Norte
En 2020, en el caso de PETA et ál. contra Stein, el Juez Schroeder anuló cuatro subsecciones de la Property Protection Act («ley de protección de la propiedad») de Carolina del Norte de 2015, alegando que «se declara la ley inconstitucional tal y como se aplica a los demandantes en ejercicio de su libertad de expresión». Entre los demandantes figuraban las organizaciones Personas por el Trato Ético de los Animales (PETA), Center for Food Safety, Animal Legal Defense Fund, Farm Sanctuary, Food & Water Watch, Government Accountability Project, Farm Forward y la Sociedad Estadounidense de Prevención de la Crueldad con los Animales (American Society for the Prevention of Cruelty to Animals).

#### Utah
El 7 de julio de 2017, la ley mordaza agropecuaria de Utah fue declarada inconstitucional por el Tribunal de Distrito de los Estados Unidos para el Distrito de Utah.

## Apoyo
Los defensores de las leyes mordaza señalan que la documentación pública de las prácticas de ganadería intensiva tiene consecuencias negativas para la industria. «El senador del Estado de Utah, David Hinkins, quien propuso la ley estatal, declaró que estaba dirigida a "los vegetarianos que tratan de matar a la industria animal"». Cuando los investigadores publican material documental de granjas industriales, la compañía en cuestión generalmente ve reducido su volumen de negocios. Por ejemplo, en 2007, un investigador encubierto de la organización Humane Society of the United States visitó el matadero de la empresa de productos cárnicos Hallmark/Westland Meat Packing Company en Chino (California) y grabó en vídeo vacas tumbadas, demasiado enfermas para ponerse en pie, mientras «las arrastraban con cadenas y las empujaban con carretillas elevadoras hasta el área de matanza». Gran cantidad de la carne de este matadero se había consumido en escuelas a través del National School Lunch Program, y las imágenes «obligaron al Departamento de Agricultura de los Estados Unidos a anunciar lo que en su momento fue la mayor retirada del mercado de carne en la historia del país». De manera similar y como resultado de una investigación de Mercy for Animals en instalaciones de Sparboe Farms, las empresas McDonald's, Target, Sam's Club y SuperValu abandonaron su relación con Sparboe como proveedor de huevos. La investigación reveló jaulas llenas de gallinas muertas pudriéndose junto a gallinas vivas, que seguían poniendo huevos para el consumo humano. Los investigadores documentaron prácticas estándar tales como el despique doloroso sin analgésicos y el lanzamiento de aves vivas a bolsas de plástico para asfixiarlas, junto con otros comportamientos considerados «sádicos» y «maliciosos».

## Oposición
Cincuenta y nueve grupos, entre los que se incluyen una amplia variedad de organizaciones por los derechos de los animales, las libertades civiles, la protección del medioambiente, la seguridad alimentaria y la Primera Enmienda a la Constitución de los Estados Unidos, han declarado públicamente su oposición a las leyes mordaza agropecuarias. Entre estos grupos figuran la Unión Estadounidense por las Libertades Civiles (ACLU), Fondo Legal de Defensa Animal (ALDF), American Society for the Prevention of Cruelty to Animals (ASPCA), Amnistía Internacional de los Estados Unidos (AIUSA), Farm Sanctuary, Food and Water Watch, Food Chain Workers Alliance, Humane Society Veterinary Medical Association, Foro Internacional de Derechos Laborales (ILRF), Liga Nacional de Consumidores (LNC), United Farm Workers, etc. En la declaración de oposición se argumenta lo siguiente: 
 «Estos proyectos de ley representan un asalto a gran escala a muchos valores fundamentales compartidos por todas las personas en los Estados Unidos. No solo perpetuarían el maltrato animal en las granjas industriales, sino que también amenazarían los derechos de los trabajadores, la salud y la seguridad de los consumidores, la investigación por parte de las autoridades judiciales o policiales y la libertad de los periodistas, los empleados y el público en general para compartir información sobre algo tan fundamental como nuestro suministro de alimentos». 
 A los individuos y grupos como los mencionados anteriormente les preocupa que los proyectos de ley se redacten para ocultar al público violaciones del bienestar de los animales y de la seguridad en la industria de la ganadería. Las leyes destinadas a restringir la documentación o las solicitudes de los empleados limitan directamente la recopilación de pruebas, mientras que del tercer tipo de ley (por ejemplo, la del Estado de Misuri en los Estados Unidos) se considera que tiene por objeto favorecer una acusación rápida de cualquier empresa que presente este tipo de prácticas. Sin embargo, los críticos de los proyectos de ley sostienen que, en los casos en los que el material al completo debe entregarse a las autoridades en un plazo breve (por lo general, de 24 horas), las empresas pueden fácilmente encubrir o cambiar sus prácticas o despedir al empleado antes de que se pueda obtener más documentación, lo que hace prácticamente imposible una investigación exhaustiva de cualquier explotación agrícola. 

## Retos legales
El 22 de julio de 2013, el Fondo Legal de Defensa Animal, junto con PETA (Personas por el Trato Ético de los Animales) y otras organizaciones presentaron la primera demanda contra las leyes mordaza agropecuarias por motivos constitucionales en el Estado de Utah. La ley de Utah declaraba ilegal obtener acceso a una explotación agrícola o ganadera por medios fraudulentos, como proporcionar información errónea en una solicitud de empleo, que es una de las formas elegidas por periodistas de investigación para llegar a documentar los delitos y el maltrato.
Desde entonces, las leyes mordaza agropecuarias de Utah y de otros tres estados se han declarado inconstitucionales. En agosto de 2015, la ley mordaza de Idaho fue declarada inconstitucional por el Tribunal de Distrito de los Estados Unidos para el Distrito de Idaho, y el fallo fue confirmado en la apelación. Los tribunales federales de distrito revocaron la ley de Utah en julio de 2017 y también la de Iowa en enero de 2019. En un primer momento confirmaron la ley en Wyoming, pero finalmente la revocaron en octubre de 2018 tras su devolución por parte del Décimo Distrito Judicial.
Las impugnaciones legales a leyes mordaza agropecuarias continúan en otros estados de los Estados Unidos, incluido Kansas.